# Villammare
Villammare is een plaats (frazione) in de Italiaanse gemeente Vibonati.